# منتظر ماجد
منتظر ماجد هو لاعب كرة قدم عراقي محترف، من مواليد 7 أبريل 2005، يلعب كجناح لفريق نادي هاماربي في الدوري السويدي الممتاز، ولد منتظر في يونشوبينغ، السويد، بدأ مسيرته الشبابية في لعب كرة القدم مع نادي أوسترس.

## إحصائيات
آخر تحديث 21 آذار 2024.
| منتخب العراق | منتخب العراق | منتخب العراق | منتخب العراق |
| السنة        | المباريات    | الأهداف      |              |
| ------------ | ------------ | ------------ | ------------ |
| 2024         | 3            | 0            |              |
| المجموع      | 3            | 0            |              |

## روابط خارجية
- منتظر ماجد على موقع اتحاد السويد (السويدية)
- منتظر ماجد على موقع قاعدة بيانات كرة القدم.إي يو (الإنجليزية)
- منتظر ماجد على موقع ناشيونال فوتبول تيمز (الإنجليزية)
- منتظر ماجد على موقع Soccerway.com (الإنجليزية)
- منتظر ماجد على موقع عالم كرة القدم.نت (الإنجليزية)